# Pimpinella ramosa
Pimpinella ramosa är en flockblommig växtart som beskrevs av Boris Konstantinovich Schischkin. Pimpinella ramosa ingår i släktet bockrötter, och familjen flockblommiga växter. Inga underarter finns listade i Catalogue of Life.